# Петровка (Шортандинский район)
Петровка (каз. Петровка) — село в Шортандинском районе Акмолинской области Казахстана. Административный центр Петровского сельского округа. Код КАТО — 116847100.

## География
Село расположено на берегу реки Колутон, в западной части района, на расстоянии примерно 38 километров (по прямой) к западу от административного центра района — посёлка Шортанды.
Абсолютная высота — 310 метров над уровнем моря.
Климат холодно-умеренный, с хорошей влажностью. Среднегодовая температура воздуха отрицательная и составляет около -3,9°С. Среднемесячная температура воздуха в июле достигает +20,0°С. Среднемесячная температура января составляет около -14,6°С. Среднегодовое количество осадков составляет около 425 мм. Основная часть осадков выпадает в период с июня по август.
Ближайшие населённые пункты: село Андреевка — на северо-западе, село Новокубанка — на востоке, станция Караадыр — на юге.
Близ села проходит автодорога областного значения — КС-4 КС-4 «Жолымбет — Шортанды — Пригородное».

## История
Поселение образовали 21 сентября 1936 года, как одна из 292 производительных лагерные точек Карлага, а именно 22-я точка для 228 семей депортированных из Украины поляков. Позднее прибыли немцы с Поволжья. В конце этого же года, посёлку дали имя «Петровка», в честь земляка депортированных, первого секретаря обкома УКП /б/ Хмельницкой области, в дальнейшем председателя Верховного Совета Украины П.Г. Петровского. 30 ноября 1936 года, на базе поселения 22-й точки организовали колхоз, которому присвоили имя Л.П. Постышева.  Но поскольку, в 1938 году Постышев расстреляли, в качестве врага народа, колхозу присвоили имя одного из партийных деятелей СССР Д.З. Мануильского. В 1961 году, на волне укрупнения хозяйств и создания совхозов, колхоз «Им. Д. З. Мануильского» преобразовали с совхоз «Петровский», в который, вошли ещё сёла «Новокавказское» (колхоз им. 17 Партсъезда)  и «Белое озеро» (Елизаветградское).

## Население
В 1989 году население села составляло 1505 человек (из них русские — 52%).

В 1999 году население села составляло 1420 человек (743 мужчины и 677 женщин). По данным переписи 2009 года в селе проживало 1168 человек (562 мужчины и 606 женщин).
| Численность населения | Численность населения | Численность населения | Численность населения |
| 1989                  | 1999                  | 2009                  | 2021                  |
| --------------------- | --------------------- | --------------------- | --------------------- |
| 1505                  | ↘1420                 | ↘1168                 | ↘957                  |

## Инфраструктура
В селе функционируют:
- средняя школа
- ясли-сад «Айголек»
- врачебная амбулатория

## Улицы[8]
- ул. Бейбитшилик
- ул. Жамбыла
- ул. Желтоксан
- ул. Курмангазы
- ул. Мусеирпова
- ул. Новокавказское
- ул. Приречная
- ул. Толе би